# Catacumba de Santa Hilária
Catacumba de Santa Hilária (em italiano:  Catacomba di Sant'Ilaria) é uma pequena catacumba romana localizada do lado esquerdo da Via Salaria, sob a moderna Villa Ada, no quartiere Parioli.

## História
Este cemitério acabou ligado já em período mais recente (século XVIII) pelos corpisantari, pessoas que buscavam relíquias para revender, e ladrões de túmulos à vizinha Catacumba dos Giordanos através da abertura de uma estreita galeria de comunicação. Esta catacumba foi visitada por Antonio Bosio no final do século XVI, que descreveu as pinturas que viu em sua obra póstuma "Roma sotterranea". Poucas ainda são visíveis hoje: entre elas está a cena pintada no chamado "Arcossólio da Auriga", da qual infelizmente só restam as cabeças dos cavalos e de uma figura correndo.
A entrada se dá através de uma passagem moderna que leva, depois da visita, à Catacumba dos Giordanos.